# Aarhus Vand A/S
Aarhus Vand er et kommunalt aktieselskab etableret 1. januar 2010. Selskabets virksomhed omfatter håndtering af regnvand, produktion og distribution af drikkevand, transport og rensning af spildevand, tømning af private spildevandstanke, samt sikring af et balanceret og sundt vandkredsløb.

Aarhus Vand indvinder, behandler og distribuerer mere end 15 mio. m3 drikkevand og renser mere end 30 mio. m3 spildevand om året fordelt på 10 vandværker og 4 renseanlæg.
Aarhus Vands indtægter er baseret på brugerbetaling i form af tilslutningsbidrag, faste afgifter, vejbidrag, variable vand- og afledningsafgifter samt afgift på tømning af private spildevandstanke.